# The Exploited
The Exploited (in italiano "gli sfruttati") sono un gruppo punk rock scozzese, formatosi nel 1979, su iniziativa del frontman e cantante, Wattie Buchan. Il loro genere ha toccato diversi stili di punk rock: l'hardcore e lo street punk degli esordi si è evoluto successivamente verso contaminazioni di musica heavy metal. Essi furono infatti tra i primi gruppi hardcore britannici a dimostrare una certa affinità con l'heavy metal, anticipando la nascita del punk metal.
La formazione è attualmente composta dall'unico membro fisso Wattie Buchan, Robbie Davidson alla chitarra, Irish Bob al basso e Willie Buchan, fratello di Wattie, alla batteria.

## Storia del gruppo

### Gli inizi e i primi successi
Il gruppo venne fondato dal Wattie Buchan nel 1979, nel quartiere di East Kilbride (Glasgow). La prima formazione ufficiale degli Exploited comprendeva Big John Duncan alla chitarra, Dru Stix (Andrew Campbell) alla batteria, Gary McCormack al basso e Terry Buchan alla voce. Dopo pochissimo tempo, però, Terry perde interesse verso la band e viene sostituito dal fratello maggiore, Wattie Buchan (Walter Buchan). Traendo ispirazione dai gruppi punk rock della prima ondata (Sex Pistols, The Clash, The Damned), il quartetto estremizzò i loro concetti, creando un suond semplice e senza fronzoli caratterizzato da una grande velocità e aggressività sonora. Nel 1980 il gruppo crea la propria etichetta discografica, la Exploited Record Company, e subito esce il primo EP Army Life che si piazza al 6º posto della classifica delle band indipendenti, rimanendoci per 8 settimane, in più rimane per 18 mesi nella Top 20.
Dopo Army Life esce un altro singolo, Barmy Army, che si piazza nella classifica indipendente e ci rimane per 53 settimane, con un picco alla quarta posizione.
Sempre lo stesso anno, il chitarrista Steve, viene sostituito da Big John Duncan, uno dei componenti più importanti nella storia degli Exploited, inoltre Mark Patrizio e Jimbo vengono sostituiti da Gary MacCormack e Dru Stix.
Nel 1981 la band firma per la Secret Records, poco dopo esce il terzo singolo, Dogs of War, che si piazza alla posizione numero 2 della classifica indipendente e per un mese alla numero 63 nella classifica nazionale.
Successivamente esce il primo album live della band, On Stage', registrato durante un concerto ad Edimburgo.
Tutto questo porta alla creazione di Punk's Not Dead, il loro album di debutto uscito nel 1981. Acclamato come il nuovo Never Mind the Bollocks, si rivelò un buon successo commerciale, piazzandosi al 20º posto nelle classifiche nazionali per tre mesi, al primo posto nella classifica indipendente per 44 settimane, e vendendo 150 000 copie.
Album dalle tematiche fortemente politicizzate e rifacenti alle ideologie anarchiche, si scaglia contro la guerra, il capitalismo, la religione e, soprattutto, il sistema, bersagliando principalmente il loro governo britannico e quello statunitense.
Dal punto di vista del suono presenta tutte le caratteristiche del primo hardcore punk,con tonalità essenziali e ritmi molto veloci.
Vengono riprosposti brani della band come Army Life, Barmy Army e I Believe In Anarchy, ma anche brani nuovi quali Cop Cars e Sex & Violence, con Mucky Pup, cover dei Puncture.
Dopo la creazione di Punk's Not Dead Wattie rilasciò un'intervista in cui sosteneva la sua idea sul movimento punk:
(Wattie Buchan)
Dopodiché, il gruppo scozzese partecipò, assieme ai Discharge, Anti-Nowhere League, Anti-Pasti e Chron Gen ad un tour chiamato "Apocalypse Now". Durante questa attività live, gli Exploited si fecero conoscere non solo per la loro musica ma anche per i loro atteggiamenti controversi, in cui il frontman Buchan mostrava il suo lato violento ed insultava il pubblico, incitandolo alla rissa. Questa attitudine condusse il gruppo verso una serie di polemiche lanciate dalla società conservatrice britannica e creò una serie di problemi con la legge, instaurando una vera e propria guerra con le forze dell'ordine e i membri della band hanno avuto, spesso, esperienze in carcere. Tuttavia, la trasgressione e l'uscire fuori dagli schemi porta popolarità e gli Exploited divennero sempre più famosi anche grazie a ciò.
Successivamente esce il singolo Dead Cities, che ottiene l'approvazione del pubblico punk; il singolo va anche al Top of the Pops, che riceverà parecchie lamentele, nonostante questo, il giorno dopo Top Of The Pops, l'album vende 15000 copie, inoltre si piazza al primo posto nella classifica indipendente e al numero 31 di quella nazionale.
Data la discreta popolarità raccolta dal gruppo, gli Exploited, in un concerto al Rainbow di Finsbury Park (Londra) durante il loro Dead Cities Tour in giro per l'Europa, vengono supportati dai Black Flag (allora agli inizi), il concerto si conclude con una rissa degli Exploited contro alcuni mod.
Successivamente esce uno split con gli Anti-Pasti, Don't Let 'em Grind You Down, che si piazza al primo posto nella classifica indipendente e al 70 in quella nazionale.

### DaTroops of TomorrowaLet's Start a War

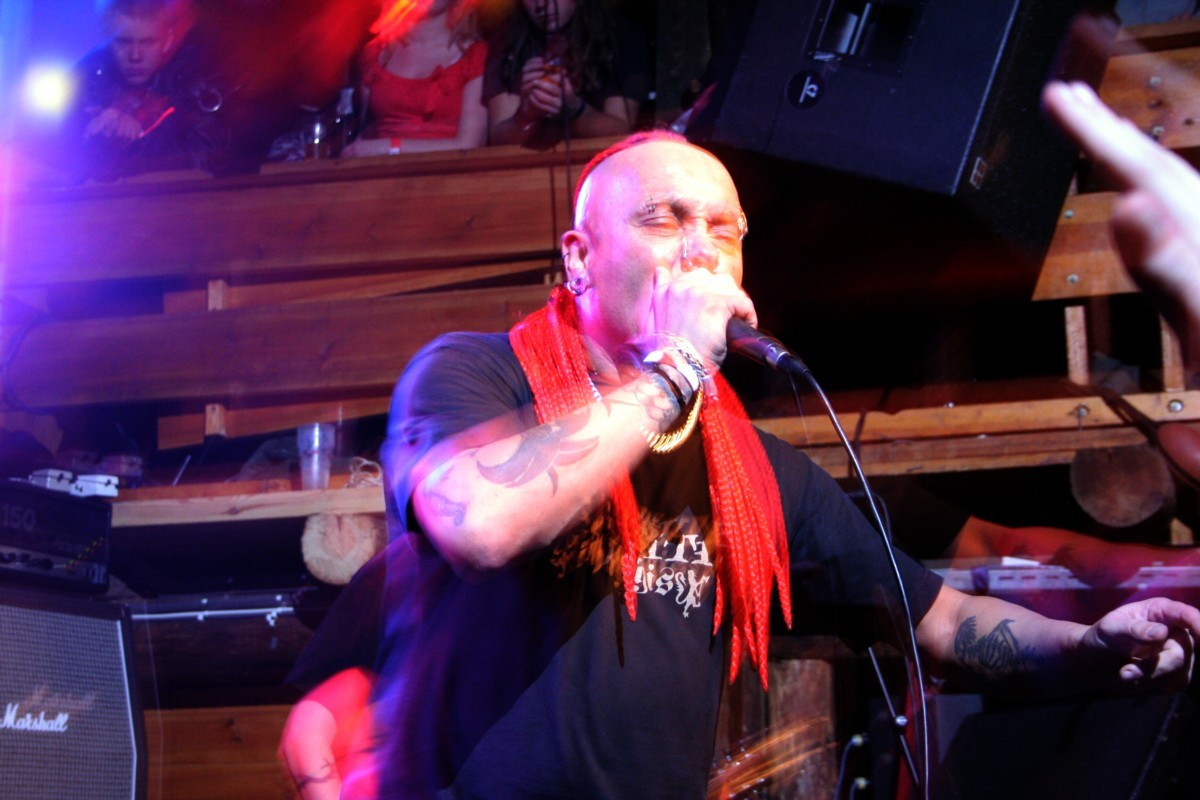
Wattie Buchan in concerto.

Il 29 aprile 1982 esce Attack/Alternative, il singolo si piazza al quinto posto della classifica indipendente e al cinquantesimo di quella britannica.
Nel 1982 uscì un altro album classico della band, Troops of Tomorrow, il quale raggiunse la posizione 17 nelle classifiche britanniche.
In questo periodo il batterista Dru Stix viene arrestato per aggressione a mano armata e viene condannato a sette anni di carcere e viene sostituito prima da Danny Heatley e poi, sempre lo stesso anno da Steve Roberts, ex componente degli U.K. Subs.
Subito dopo esce un nuovo singolo, Computers Don't Blunder, che ottiene la quinta posizione nella classifica indipendente e rimane per 10 settimane nella Top 20 di quella nazionale. Da questo momento gli Exploited iniziano ad acquistare sempre più fama, anche perché in questi anni il punk inizia la sua fase discendente dando sempre più spazio ai grandi "pionieri" dell'hardcore.
Nel 1983 uscì un nuovo singolo per la Pax Records, Rival Leaders, che rimane per 15 settimane alla posizione numero 11 della classifica indipendente. In questo momento entra nel gruppo il batterista Willie Buchan, fratello di Wattie, che entra e esce varie volte per poi diventare un membro fisso, attualmente Willie è ancora un membro del gruppo dal 1997. Insieme a lui entrano Karl Morris e Billy Dunn, al posto di Gary MacCormack e Big John Duncan che lascia la band dopo tre anni di attività intensa, parteciperà a molti progetti, suonerà anche nei Nirvana.
Poco dopo, con la nuova formazione, gli Exploited diedero vita ad un terzo disco politicizzato, Let's Start a War, un vero e proprio atto di accusa nei confronti dell'allora primo ministro inglese, Margaret Thatcher, da loro contestata per la sua presa di posizione riguardante la guerra delle isole Falkland.
Dopo la pubblicazione del lavoro discografico, la band riprese l'attività dal vivo e mostrandosi ancora cattivi ed oltraggiosi, proclamando la loro guerra contro la legge e portando caos in ogni loro concerto. Fecero partire un grande tour inglese, per i club e i pub, che terminerà al London Rainbow nel 1984 A causa del suo comportamento cattivo, il gruppo scozzese vide la soppressione di alcune loro date (ad esempio nei Paesi Bassi),questo successe a molte band punk, i Sex Pistols, per esempio videro cancellati molti loro concerti a causa della loro condotta "poco esemplare"..
Poco dopo l'uscita del nuovo album, Billy Dunn viene sostituito da Wayne Tyas.

### La discesa, daHorror EpicsaBeat the Bastards
Nel 1985, prima dell'uscita di Jesus is Dead, "Deptford" John Armitage, ex U.K. Subs e ex Combat 84, entra nella band insieme a Mad Mick, al posto di Karl Morris. Viene sostituito subito da Nigel.
Nei primi anni ottanta i Dead Kennedys vanno a suonare nel Regno Unito e nasce quindi una lotta tra i leader di Dead Kennedys ed Exploited, Jello Biafra e Wattie Buchan. Inizialmente Jello dice che in Gran Bretagna non c'è nessun gruppo decente, questo dà molto fastidio a Wattie che insulta Biafra chiamandolo "sporco bugiardo", Biafra risponde dicendo che gli Exploited e la polizia sono la stessa cosa. Da quel momento la disputa si ingrandisce e dividerà per sempre sia i due gruppi sia alcuni devoti fan.
Gli Exploited dedicarono la canzone USA proprio ai Dead Kennedys e anche la canzone I Hate You (ti odio) pare scritta per Jello Biafra, inoltre in un live prima di iniziare la canzone, Wattie dedica la canzone a Biafra, insultandolo,
(Wattie Buchan)
C'è un'altra diceria secondo la quale ci sia stata una rissa tra i due gruppi e il batterista dei Dead Kennedys, D.H. Peligro, ne fosse rimasto ferito.
Nel 1985 e nel 1987 uscirono altri due dischi, rispettivamente Horror Epics e Death Before Dishonour. Con quest'ultimo disco, gli Exploited incorporarono nel proprio stile elementi heavy metal, rendendo il loro sound più rabbioso e spostandoli verso il punk metal. Nel 1986 il gruppo pubblica un live registrato durante un tour negli Stati Uniti, Live at Whitehouse. In questo periodo subentra Tony al basso al posto di Tyas. Nel 1988 esce un LP, War Now e subito dopo entra Smeeks.
Dopo gli anni ottanta, gli anni novanta si rivelarono un periodo relativamente spento per la band, anche a causa dei continui cambi di formazione che ne rovinarono la continuità, con il solo Buchan ad essere il membro originario. Per quanto riguarda l'aspetto discografico, il gruppo pubblica solo un paio di album in studio (The Massacre nel 1990 e Beat the Bastards nel 1996), prima dell'uscita del singolo Don't Blame Me, oltre ad una manciata di raccolte e qualche album dal vivo.
Da questo momento la formazione si sconvolge, Tony passa alla batteria al posto di Willie a al basso torna prima John Armitage poi Smeeks e Tyas che si sostituiscono per molto tempo, alla chitarra arriva prima Mad Mick poi Gordon Balfour, Fraser Rossetti e Arthur per finire con Robbie Davidson dal 1998, un membro molto importante, il chitarrista che ha passato più tempo nel gruppo, ben nove anni. Alla batteria torna Willie Buchan.

### La risalita,Fuck the Systeme i giorni nostri

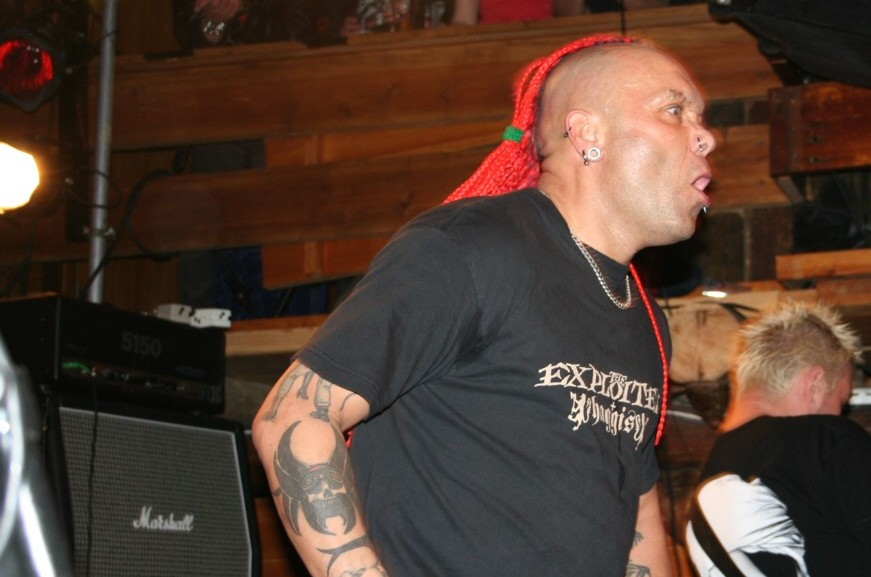
Wattie Buchan nel 2006.

Dopo una caduta di favore della band durante gli anni novanta, la loro popolarità è risalita tra la nuova generazione di punk in seguito alla loro 'commercializzazione' e ad una riscoperta del sound degli anni ottanta. L'importanza e il contributo del gruppo alla scena street punk sono stati riconosciuti dal pubblico esperto e in generale dai fan. Il loro disco più recente è Fuck the System, datato 2003. In questo album il gruppo ritrova l'hardcore, ormai perso dall'uscita di Death Before Dishonour,con un disco dai ritmi veloci e duri, testi contro il governo e contro il sistema (Fuck the System).
Gli Exploited, dopo anni di attività intensa nel campo dell'hardcore hanno lasciato un segno, non solo nel genere di cui si fanno portavoce, ma anche nella scena heavy metal, contribuendo alla diffusione del crossover thrash, gli Exploited con il loro stile hanno dato spunto a molti gruppi punk tra i quali i più conosciuti sono i Total Chaos e i The Casualties
Dall'uscita del loro ultimo disco, gli Exploited si sono dedicati a concerti in giro per il mondo; c'è stata anche qualche tappa in Italia, in questo momento la band è impegnata nel nuovo tour del 2008 e sta anche lavorando su un nuovo album. La band in questo periodo ha firmato un contratto con una nuova casa discografica, la Hamburg Records.

## I temi e le critiche
Il gruppo, fin dagli inizi, si fece un nome per i suoi testi spiccatamente anarchici e anti-establishment. Infatti Buchan si scagliava contro l'esercito, dopo la propria esperienza nel servizio militare britannico: in canzoni come Army Life, S.P.G., Alternative, Boys in Blue o Dogs of War criticava pesantemente la polizia e non rimanevano esenti da critiche neanche il governo britannico e gli Stati Uniti ma, spesso, lanciava messaggi di tipo anarchico in canzoni oramai divenute famose come I Believe in Anarchy o Law for the Rich.
Il primo album, Punk's Not Dead viene tuttora considerato un capolavoro dell'hardcore punk e in generale del punk rock di tutti i tempi con pezzi come Punk's not Dead, Cop Cars ed Exploited Barmy Army, tributo-inno ai fan del gruppo. In canzoni come 40 Odd Years Ago Buchan appella in modo spregiativo sia Adolf Hitler che Benito Mussolini.
Nonostante ciò, sono state riscontrate varie contraddizioni nella loro direzione politica, la quale risulta difficile da definire ancora oggi. 
- Buchan soleva indossare magliette con la svastica[senza fonte] (si pensa per pura provocazione, dato che anche Sid Vicious e Johnny Rotten dei Sex Pistols mostravano simbologie naziste per destare critiche)[40]
- Il booklet di Death Before Dishonour, lascia intravedere una foto del gruppo mentre espone il braccio destro alzato simile al saluto romano usato dai simpatizzanti di estrema destra[41].
- Alcune fonti sostengono che, negli anni ottanta, il gruppo appoggiasse il National Front (movimento di estrema destra britannico)
- Voci di corridoio parlano anche di una presunta amicizia di Buchan con Ian Stuart Donaldson, defunto leader del gruppo nazi punk Skrewdriver[42], la quale ha suscitato molte perplessità sulle ideologie politiche degli Exploited.

## Il genere
Gli Exploited hanno variato negli anni diversi stili di punk rock.
Si inizia dall'hardcore punk di Punk's Not Dead, con ritmi veloci, sound essenziale e alcuni riferimenti politici, in questo caso all'anarchia.
Successivamente con Troops of Tomorrow, uscito l'anno successivo, il gruppo rimane sempre sulle stesse tematiche, scagliandosi anche contro l'esercito, ma il sound inizia a cambiare, divenendo molto più duro. Prevalgono le chitarre, la voce è urlata e potente.
Con l'uscita di Let's Start a War e Horror Epics (1983 e 1985), la band abbandona quell'hardcore che aveva in Troops of Tomorrow per arrivare a tonalità un po' più cupe, il ritmo è meno veloce e la chitarra meno aggressiva.
Il gruppo nell'album successivo, Death Before Dishonour, si sposta verso un hardcore influenzato dal thrash metal, con suoni più potenti ma non più veloci, le canzoni non sono più urlate e anche il ritmo è più lento, adotta un genere che può essere definito metalcore.
Dopo tre anni dall'uscita di Death Before Dishonour, viene pubblicato The Massacre, 1990, questo era un periodo spento per la band, dal momento che i continui cambi di formazione avevano sconvolto l'equilibrio, in cui, a differenza degli anni ottanta in cui il gruppo pubblicava praticamente un album all'anno, gli anni novanta sono decisamente meno produttivi.
Comunque The Massacre, anche se non molto apprezzato dai fan, segna una sorta di giro di boa, il gruppo torna a suonare hardcore, stavolta molto più potente, duro e con i ritmi più veloci, non abbandona definitivamente il thrash, infatti nel 1996 la band pubblica Beat the Bastards, un album con un sound diverso dai precedenti, il gruppo mischia il ritmo veloce e essenziale dell'hardcore punk con i sound duri e potenti del metal, quindi l'album può essere considerato punk metal oltre che thrash, il gruppo dall'uscita di The Massacre ha iniziato una salita verso la creazione di un genere diverso da tutti i precedenti, questo succede con l'uscita di Fuck the System, un album con un sound decisamente potente, ritmi molto veloci e chitarre altrettanto veloci. Il gruppo si porta quindi su tonalità decisamente più hardcore, unite comunque al thrash metal.

## Stile e influenze

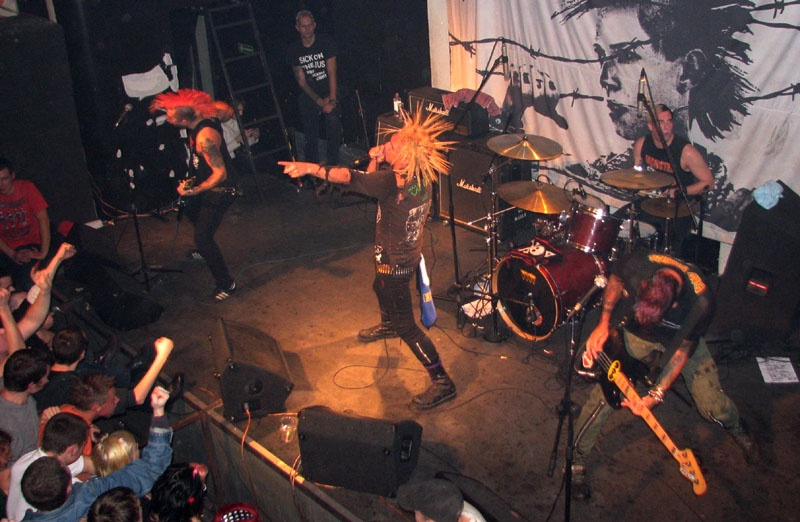
I The Casualties, uno dei gruppi maggiormente influenzati dagli Exploited

Gli Exploited prendono spunto per molti aspetti dai Sex Pistols, dal punto di vista musicale Punk's Not Dead richiama molto lo stile classico dei Sex Pistols, inoltre Wattie Buchan come Sid Vicious, indossava indumenti con la svastica e la croce celtica per provocazione.
Molti gruppi hardcore punk prendono esempio dagli Exploited come stile e idee, tra questi troviamo i gruppi hardcore punk The Casualties e Total Chaos.

## Formazione
Gli Exploited hanno cambiato molte volte la loro formazione (ventiquattro il totale dei membri che hanno lasciato la band), l'unico componente presente dalla data di fondazione del gruppo, nel 1979, è il frontman-cantante Wattie Buchan l'indiscusso leader del gruppo.
Nel 2007 il chitarrista Robbie Davidson ha lasciato il gruppo dopo 9 anni di carriera. Il 28 maggio 2009 Gav ha lasciato il gruppo per motivi personali. La formazione attuale è la seguente.

### Formazione attuale
- Wattie Buchan - voce
- Robbie Davidson - chitarra
- Irish Rob - basso
- Willie Buchan - batteria

## Discografia

### Album in studio
- 1981 - Punk's Not Dead (Secret Records)
- 1982 - Troops of Tomorrow (Secret Records)
- 1983 - Let's Start a War (Combat Records)
- 1985 - Horror Epics (Combat Records)
- 1987 - Death Before Dishonour (Rough Justice Records)
- 1990 - The Massacre (Rough Justice Records)
- 1996 - Beat the Bastards (Rough Justice Records)
- 2003 - Fuck the System (Spitfire Records)

### EP
- 1981 - Don't Let 'em Grind You Down (Exploited Record Company) #1, UK #70
- 1986 - Jesus is Dead (Rough Justice Records)
- 1988 - War Now (Rough Justice Records

### Live
- 1981 - On Stage (Exploited Record Company)
- 1986 - Live at Whitehouse (Combat Records)
- 1987 - Live and Loud (Harry May Records)
- 1989 - Live Lewd Lust (Grand Slamm Records)
- 1994 - Live in Japan (Rough Justice Records)

### Raccolte
- 1984 - Totally Exploited (Taang Records)
- 1992 - Apocalypse '77 (Relativity Records)
- 1992 - Don't Forget the Chaos (Cleopatra Records)
- 1993 - Singles Collection
- 2001 - Punk Singles & Rarities 1980-83 (Capitain Oi!)
- 2002 - Dead Cities (Harry May Records)
- 2004 - The Best of The Exploited - Twenty Five Years of Anarchy and Chaos (Secret Records )
- 2005 - Complete Punk Singles Collection (Cargo Records)

### Singoli
- 1980 - Army Life (Exploited Record Company) #6
- 1980 - Barmy Army (Exploited Record Company) #4
- 1981 - Dogs of War (Secret Records) #2, UK #63
- 1981 - Dead Cities (Secret Records) #1, UK #31
- 1982 - Attack/Alternative (Secret Records) #5, UK #50
- 1982 - Computers Don't Blunder (Exploited Record Company) #5, Top 20
- 1983 - Rival Leaders (Pax Records) #11
- 1996 - Don't Blame Me (Rough Justice Records)

## Videografia

### DVD
- 2001 - Rock'n'roll Outlaws/Sexual Favours (Jettisoundz video)
- 2004 - Live at the Palm Cove (Jettisoundz video)
- 2004 - Beat 'Em All (Secret Records)

### Video musicali
- 1982 - Live at the Palm Cove
- 1987 - 1983-1987
- 1987 - Sexual favours
- 1991 - Live in Japan
- 1993 - Buenos Aires '93
- 1995 - Live at Leeds